# Andreas Nilsson (rukometaš)
Andreas Nilsson (Trelleborg, Švedska, 12. travnja 1990.) je švedski rukometaš i nacionalni reprezentativac. Igra na poziciji pivota te je trenutno član njemačkog bundesligaša HSV Hamburga.
Od 2010. je član švedske rukometne reprezentacije te je s njome osvojio olimpijsko srebro na OI 2012. u Londonu.

## Vanjske poveznice
- Profil rukometaša na web stranici HSV Hamburga